# Mycelis
Mycelis es un género de plantas con flores perteneciente a la familia Asteraceae.

## Especies
- Mycelis deltoidea (M.Bieb. ) Sennikov 1997
- Mycelis glandulosa (Boiss.) Hayek 1931
- Mycelis muralis Dumort.
- Mycelis yunnanensis (Franch.) Y.Ling